# Micro-région de Mátészalka
La micro-région de Mátészalka (en hongrois : mátészalkai kistérség) est une micro-région statistique hongroise rassemblant plusieurs localités autour de Mátészalka.